# Jacob Hooft
Jacob Hooft (Broek in Waterland, 8 januari 1853 – Beverwijk, 22 februari 1930) was een Nederlands organist en componist.
Hij is zoon van timmerman Jan Hooft en Grietje Booij. Hijzelf was getrouwd met onderwijzersdochter Susanna Catharina Bakker. 
Hij kreeg zijn muziekopleiding van B.A. Hoon (Broek in Waterland, piano en orgel), Eelke Mobach ( Amsterdam, muziektheorie) en Leonardus Johannes van Loenen en Johannes Gijsbertus Bastiaans (Haarlem (piano). Hij vertrok in 1873 naar Zaandam om er organist (Westzijderkerk 1873-1893 en Doopsgezinde Gemeente 1893-1918) te worden en oprichter en dirigent van een aantal koren. In 1887 haalde hij zijn diploma onderwijzerschap binnen het vakgebied orgel en richtte voorts een muziekkorps op voor de plaatselijke schutterij. Hij schreef voorts een aantal werken zoals Achilles, Zonsondergang voor mannenkoor en Gij zijt mijn lief, mijn dierbaar kind voor gemengd koor. Hij schreef ook werken voor orgel solo:
- Chromatische fantasie en fuga in c mineur
- Fantasie en fuga voor orgel in d mineur
- Fantasie voor orgel in f mineur
- Naspel in As majeur
- In memoriam Willem III
- Albumblatt (voor viool en orgel of piano), uitgegeven in 1893 door Lichtenauer bevindt zich in de verzameling Hofmeister XIX te Leipzig.
- een bijdrage aan Harmonium, verzameling van orgel- en harmoniummuziek, bundel I, met werk van anderen zoals Ferdinand Blumentritt, Richard Hol, Gerard Bartus van Krieken

In 1898 vierde hij zijn 25-jarig jubileum als organist en onderwijzer te Zaandam, waarbij diverse koren en orkesten een eerbetoon gaven.
Hij was leraar van onder meer Arie Cornelis Provily en Hendrik Wicher Flentrop, plaatselijk bekende musici. 
- Gemeinsame Normdatei: 1118755243
- International Standard Name Identifier: 0000 0003 8739 9829
- Virtual International Authority File: 280357142
- WorldCat: E39PBJyxd8qK9XXCCxyXvTVV4q